# Norbert Michelisz
Dans le nom hongrois Michelisz Norbert, le nom de famille précède le prénom, mais cet article utilise l’ordre habituel en français Norbert Michelisz, où le prénom précède le nom.
Norbert Michelisz, né le 8 août 1984 à Mohács en Hongrie, est un pilote automobile hongrois. 

## Biographie
Norbert Michelisz a fait ses débuts dans le championnat du monde des voitures de tourisme en 2008 et a remporté deux victoires, à Macao en 2010, au volant d'une SEAT Leon puis à domicile en 2012 sur le Hungaroring, au volant d'une BMW.
En 2016, sur les 23 courses disputées du WTCC, il finit 22 fois dans les points pour un seul abandon. Il est le meilleur pilote Honda, devançant les pilotes officiels et le meilleur pilotes derrière les trois pilotes officiels de Citroën Racing. 

## Carrière
- 2006 : Suzuki Swift Cup hongroise, champion
- 2007 : Renault Clio Cup hongroise, champion
  - Seat León Cup hongroise, 22e
- 2008 : Seat León Eurocup, 14e (1 victoire)
  - Seat León hongroise, 2e (4 victoires)
  - WTCC, non classé
- 2009 : Seat León Eurocup, champion (5 victoires)
  - Seat León espagnole, 3e (1 victoire)
  - ETC Cup, 3e (1 victoire)
  - WTCC, non classé
- 2010 : WTCC, 9e (1 victoire) Seat León
- 2011 : WTCC, 9e  BMW 320 TC   (vainqueur du Trophée des Indépendants avec 4 victoires)
- 2012 : WTCC, 6e  BMW 320 TC   (1 victoire en Hongrie)
- 2013 : WTCC, 6e (1 victoire au japon ) (14 fois dans les points dont 7 podiums) Honda Civic
- 2014 : WTCC, 4e Honda Civic Zengő Motorsport : 4 podiums.